# Jesús Renteria
Jesús Renteria Olazabal (Basauri, Vizcaya, 8 de junio de 1934 - Bilbao, 14 de noviembre de 2021) fue un futbolista español. Se desempeñaba en posición de defensa.

## Carrera deportiva
Debutó en Primera División, siendo jugador del Athletic Club, el 14 de septiembre de 1958 en un partido ante el Celta de Vigo, en el que los bilbaínos ganaron 0-3. Disputó 68 partidos con el club rojiblanco en seis temporadas. Fue responsable de las instalaciones de Lezama entre 1986 y 2002.
Formó un trío inseparable junto con el jugador y entrenador británico Howard Kendall y con el futbolista Luis María Zugazaga.
Casado con María Jesús, el matrimonio tuvo dos hijos: Aitor y Josu.

## Clubes
| Club                    | País   | Año       |
| ----------------------- | ------ | --------- |
| Club Deportivo Basconia | España | 1957-1958 |
| Athletic Club           | España | 1958-1964 |
| Recreativo de Huelva    | España | 1964-1966 |
| Club Deportivo Basconia | España | 1966-1969 |